# Novomyrhorod
Novomyrhorod (ukrainsk: Новомиргород; rumænsk: Novomîrhorod; russisk: Новоми́ргородд) er en by i Novoukrajinka rajon, Kirovohrad oblast (region) i det centrale Ukraine, i den sydlige del af det midterste Dnepr-område. Den er hjemsted for administrationen af Novomyrhorod urban hromada, en af Ukraines hromadaer. 
Byen ligger ved brederne af floden Velyka Vys, og har  indbyggere.

## Historie
Navnet betyder bogstaveligt talt "Ny Myrhorod" eller "Ny fredsby".
Mellem 1752 og 1764 var Novomyrhorod hovedstad i Nyt Serbien, en militær grænse etableret af det Russiske Kejserrige, der havde et etnisk Serbisk-flertal.
Siden 1802 var det en by i Kherson guvernement i det russiske kejserrige.
Fra 1923 var Novomyrhorod distriktscenter i Yelysavethradsky distriktet i Ukrainske SSR.

## Galleri
- Kort med  Novomyrhorod i Kirovohrad oblast og det tidligere Nyt Serbien
- Novomyrhorod jerenbanestation
- Indkørsel til Novomyrhorod fra Kropyvnytskyj-siden